# Ion Jalea
Ion Jalea (n. 19 mai 1887, Casimcea, Tulcea, România – d. 7 noiembrie 1983, București, România) a fost artist vizual, sculptor, sculptor monumentalist și pedagog român, membru titular al Academiei Române.
A luptat în Primul Război Mondial, în cursul căruia și-a pierdut mâna stângă în luptă, fiind nevoit să sculpteze toată viața doar cu dreapta.

## Biografie
După ce absolvă în 1908 Școala de Arte și Meserii, urmează studiile Academiei de Arte Frumoase din București, avându-i profesori pe sculptorii Frederik Storck și Dimitrie Paciurea. Își desăvârșește formația artistică la Paris, la Academia Julian, în atelierul lui Antoine Bourdelle. Obține Marele Premiu al Expozițiilor Internaționale de la Paris și de la Barcelona, Premiul național pentru sculptură (1941), Premiul de Stat (1957) și - în același an - titlul de Artist al Poporului. Din 1956 a funcționat ca președinte activ al Uniunii Artiștilor Plastici din România.
Sculptorul Ion Jalea este autor a numeroase monumente, statui, busturi, reliefuri, compoziții alegorice. La baza viziunii lui stă cultul pentru formă ca rezultat al observării realității - în special a figurii umane - și tendința încorporării unor morfologii fantastice evocatoare ale mitologiei antice. Sculpturile sale au un sens idealizant, autorul vizând în permanență glorificarea unor fapte sau personalități semnificative din experiența istorică. 
În compozițiile sale, Ion Jalea urmează legile clasice ale echilibrului, ale raporturilor armonice între părți, ale dozajului elementelor dinamice - gesturi, diagonale ascendente sau descendente - într-un ansamblu coerent și static. O sinteză a înzestrării sale, a perfectei îmbinări între nivelul realist și cel alegoric, a științei împăcării tensiunilor dinamice și statice ne oferă compoziția Arcaș odihnindu-se, lucrarea sa cea mai reprezentativă, creată în 1926.
În data de 19 martie 2009, Președintele României de atunci, Traian Băsescu, a efectuat o vizită la Curtea de Justiție a Comunităților Europene, ocazie cu care a avut loc ceremonia de inaugurare a copiei în bronz a operei de artă "Arcaș odihnindu-se", sculptură de Ion Jalea, donație a statului român către Curtea de Justiție din Luxemburg.

## Sculpturi

Lupta lui Hercule cu Centaurul (1925)

Statuia lui Spiru Haret, executată în 1935 de Ion Jalea din marmură de Carrara

Statuia lui George Enescu, instalată pe peluza din fața Operei Naționale București (1971)

Carmen Sylva Regina Elisabeta a României, Constanța

- Compozițiile alegorice „Căderea îngerilor” și „Căderea lui Lucifer”, expuse în 1915 la a XV-a Expoziție a Tinerimii Artistice. [4][5]
- Monumentul eroilor ceferiști, realizat în 1923 împreună cu Cornel Medrea și amplasat lângă Gara de Nord din București.
- Statuia „Lupta lui Hercule cu Centaurul”, amplasată în Parcul Herăstrău din București și datată 1925.
- Statuia lui Spiru Haret, dezvelită în 1935 în București.
- Statuia lui Dumitru Brezulescu, inaugurată în 1936 în localitatea Novaci și distrusă în 1948. [6]
- Bustul lui Mihai Eminescu, amplasat în 1943 în Rotonda scriitorilor în Parcul Cișmigiu din București.
- Bustul lui Octavian Goga, amplasat în 1943 în Rotonda scriitorilor, în Parcul Cișmigiu din București. [7]. După 1944, prezența în spațiul public a unui bust al lui Goga devenise inoportună, astfel că, după ce într-o noapte a fost nedemn mutilat cu ciocanul[8], bustul a fost înlăturat, soclul rămânând gol un bun număr de ani, până când, în deceniul 6, a fost instalat pe el bustul lui Ion Creangă. [9]
- Bustul lui Leon Ghelerter, dezvelit în anul 1946, la un an de la moartea acestuia, în curtea spitalului „Iubirea de Oameni” din București.
- Statuia lui George Enescu, dezvelită în 1971 și amplasată în fața Operei Naționale București.
- Bustul lui Theodor Rogalski expus în holul Studioului de concerte 'Alfred Alessandrescu' al Societății Române de Radiodifuziune
- Statuia ecvestră a lui Mircea cel Bătrân, din Tulcea, turnată în bronz, dezvelită în Piața Republicii la data de 1 decembrie 1972. [10] Domnitorul este reprezentat călare, în armură de cavaler-oștean, într-o poziție statică și cu privirea spre interiorul țării.[11]
- Statuia „Aruncătorul de ciocan”, dezvelită în anul 1977 în Parcul Universității din Suceava. [12]
- Grupul statuar „Mama și școlarul”, dezvelit în anul 1977 în curtea Școlii Gimnaziale nr. 3 din Suceava. [13]
- Statuia ecvestră a lui Decebal din Deva, realizată în anul 1978 și amplasată în Piața Victoriei, în fața Casei de Cultură. [14]
- Grupul statuar „Dragoș Vodă și Zimbrul”, dezvelit în anul 1978 în Piața Arboroasa din Câmpulung Moldovenesc.
- Bustul lui Miguel de Cervantes amplasat în Piața Spania din București, lângă Bulevardul Dacia.
- Reliefurile Împărat și Proletar.
- Reliefurile de la Obeliscul Unirii din 1859, componentă a Monumentului Unirii din Focșani, amplasat în Piața Unirii. Înscris în Lista monumentelor istorice din județul Vrancea, cu codul cod LMI VN-III-m-B-06579. [15]

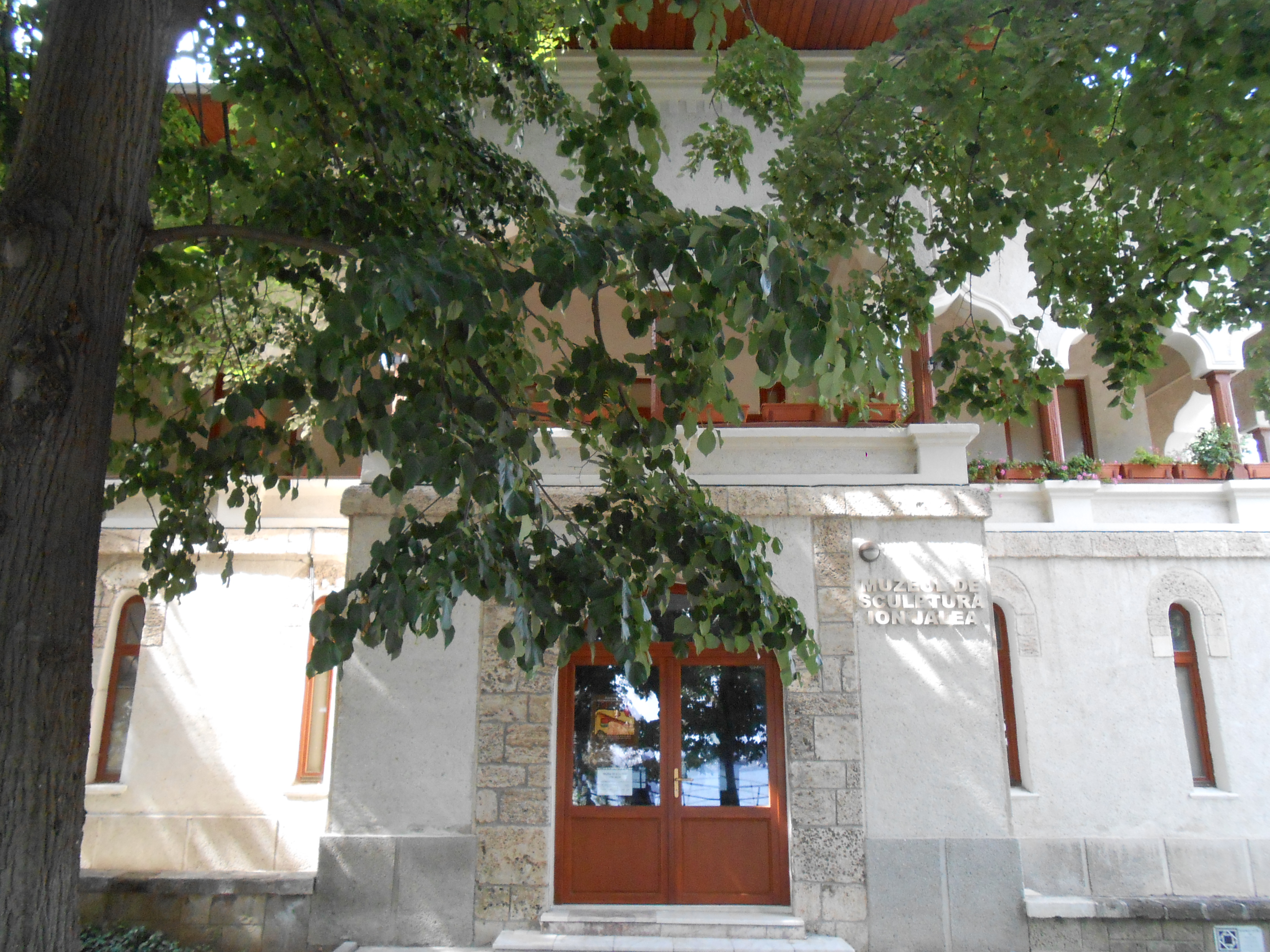
Muzeul Memorial „Ion Jalea”, Constanța

Un mare număr din sculpturile lui Ion Jalea se găsesc în Muzeul Memorial „Ion Jalea”, o secție a Muzeului de Artă din Constanța, care cuprinde Colecția „Ion Jalea”. Colecția a fost inaugurată în august 1968 și s-a constituit pe baza donației sculptorului Ion Jalea. Ea grupează 227 lucrări, din care 119 intrate în patrimoniu, în anul 1985. 

## Mausoleul de la Mărășești
Monumentul, printre cele mai importante din Europa, a fost realizat, între anii 1923 - 1938, după planurile arhitecților George Cristinel și Constantin Pomponiu, care au fost câștigătorii concursului de proiecte și premiați cu 40.000 de lei aur. Monumentul a fost inaugurat în mod oficial la data de 18 septembrie 1938.
Lucrările au fost demarate la 28 septembrie 1924, în prezența Reginei Maria și a altor personalități ale vremii, și s-au reluat după 12 ani, în 1936. Basoreliefurile "Cupolei Gloriei" au fost realizate de către Cornel Medrea și Ion Jalea și ilustrează diverse momente ale luptelor de la Mărășești. Pictura interioară a fost executată de Eduard Săulescu.
Arhitectul și sculptorul Emil Wilhelm Becker, sculptor al Casei Regale, a avut o contribuție însemnată la realizarea Mausoleului, pentru care, în anul 1924, a realizat toate sculpturile din capelă și din interiorul criptei.

## Distincții
În 1921, Direcția generală a Artelor din Ministerul Cultelor și Artelor, a înaintat tabele cu funcționari ai săi, propuși spre decorare cu ocazia încoronării proiectate pentru acel an. La poziția 110 era înscris sculptorul Ion Jalea cu propunerea „comandor al Stelei”.
- Ordinul Muncii clasa a II-a (9 iunie 1954) „pentru merite deosebite în domeniul artelor plastice”[20]
- titlul de Maestru emerit al artei din Republica Populară Romînă (6 august 1956) „pentru activitate îndelungată și realizări valoroase în domeniul creației plastice”[21]
- titlul de Artist al poporului din Republica Populară Romînă (15 mai 1957) „pentru merite deosebite în activitatea artistică, pedagogică, precum și în munca din alte domenii ale culturii, [...] cu prilejul împlinirii a 70 de ani de viață”[22]
- Ordinul „Steaua Republicii Populare Romîne” clasa a III-a (12 august 1959) „pentru activitate rodnică în dezvoltarea științei și culturii din Republica Populară Romînă”[23]
- Ordinul „Meritul Cultural” clasa I (26 septembrie 1966) „pentru merite deosebite în activitatea literară, artistică și de răspîndire a culturii naționale, cu prilejul Centenarului Academiei Republicii Socialiste România”[24]
- titlul de Erou al Muncii Socialiste și medalia de aur „Secera și ciocanul” (4 mai 1971) „cu prilejul aniversării a 50 de ani de la constituirea Partidului Comunist Român, [...] pentru merite deosebite în domeniul științei, artei și culturii”[25]
- Ordinul Muncii clasa I (29 aprilie 1983) „pentru contribuția adusă la înfăptuirea politicii partidului și statului de făurire a societății socialiste multilateral dezvoltate în patria noastră și rezultatele deosebite obținute în întrecerea socialistă pentru îndeplinirea și depășirea planului național unic de dezvoltare economico-socială pe anul 1982”[26]